# ۲۴ فروردین
۲۴ فروردین بیست و چهارمین روز سال در گاه‌شماری خورشیدی است. به پایان سال ۳۴۱ روز (۳۴۲ روز در سال کبیسه) مانده‌است.

## رویدادها
- ۱۲۶۸ - آغاز سومین سفر ناصرالدین‌شاه به اروپا[۱]

## زادروزها
- ۱۳۳۸ - محمدرضا آقاسی، شاعر
- ۱۳۶۶ - امیدرضا روانخواه، فوتبالیست
- ۱۳۷۱ - سعید قائدی‌فر، فوتبالیست
- ۱۳۸۰ - محمدحسین اسلامی، فوتبالیست

## درگذشت‌ها
- ۱۳۸۸ - رضا فاضلی، بازیگر و فعال سیاسی ملی‌گرا